# Wilhelm Roth (Landrat)
Wilhelm Roth (* 18. Februar 1872 in Illertissen; † 21. Februar 1951 in Nußdorf am Inn) war ein deutscher Verwaltungsjurist und Bezirksoberamtmann.

## Leben
Nach dem Besuch des Carl-von-Linde-Gymnasiums Kempten und dem  Abitur am Erasmus-Gymnasium Amberg leistete Wilhelm Roth seinen Militärdienst als Einjährig-Freiwilliger beim bayerischen Infanterie-Leib-Regiment und studierte im Anschluss daran Rechtswissenschaften an der Ludwig-Maximilians-Universität München (Mitglied des AGV München) und der Friedrich-Alexander-Universität Erlangen-Nürnberg. Nach der ersten juristischen Staatsprüfung folgte der dreijährige Vorbereitungsdienst (Referendariat), der ihn zum Amts- und Landgericht Amberg sowie zum Bezirksamt Amberg und Stadtmagistrat Amberg führte. 1897 folgte das Große juristische Staatsexamen mit der Note II 7/20. Zunächst fand er eine Anstellung als geprüfter Rechtspraktikant und Regierungsakzessist, bevor er am 16. Dezember 1900 zum Assessor beim Bezirksamt Neustadt/Saale ernannt wurde. 1905 kam er als Assessor zum Bezirksamt Miesbach. Zum 1. November 1910 zur Regierung von Schwaben gewechselt, wurde er zum 1. Februar 1914 als Bezirksamtmann mit der Leitung des Bezirksamtes Illertissen betraut. Dieses Amt hatte er – unterbrochen durch den Kriegsdienst – bis zum 31. März 1921 inne. Im Dezember 1917 wurden ihm Rang und Titel eines Regierungsrats verliehen und zum 1. April 1920 wurde er als Bezirksoberamtmann übergeleitet. Ein Jahr später wechselte er zum Bezirksamt Rosenheim, wo er bis zum Eintritt am 1. Juli 1933 in den vorzeitigen Ruhestand Leiter der Behörde war. Zu Beginn des Zweiten Weltkrieges wurde er „reaktiviert“ und fungierte als Leiter des Ernährungs- und Wirtschaftsamtes in Bad Aibling.
Roth war Anhänger der Deutschnationalen Volkspartei, die sich im Frühjahr 1933 selbst auflöste.